# Telestes muticellus
Telestes muticellus es una especie de pez de la familia de los ciprínidos (Cyprynidae). Es un pez de agua dulce y de clima templado. Se encuentra en Europa: Italia, Francia y Suiza. Los machos pueden llegar alcanzar los 17 cm de longitud total. Come principalmente invertebrados acuáticos y algas.